# IC 5346
IC 5346 ist eine Spiralgalaxie vom Hubble-Typ S im Sternbild Pegasus am Nordsternhimmel. Sie ist schätzungsweise 522 Millionen Lichtjahre von der Milchstraße entfernt.
Das Objekt wurde am 9. November 1899 vom französischen Astronomen Stéphane Javelle entdeckt.